# 5 kopiejek (1850–1856) BM
5 kopiejek (1850–1856) BM – moneta o wartości pięciu kopiejek, bita w mennicy w Warszawie, na podstawie zgody cara Mikołaja I z 23 stycznia 1850 r., wyrażonej na wybicie w Warszawie 50 000 rubli w miedzi, stemplami rosyjskimi, według systemu wagowego opartego na funcie rosyjskim i stopy menniczej definiującej bicie 32 rubli z jednego puda miedzi.

## Awers
Na tej stronie umieszczono orła cesarstwa rosyjskiego – dwugłowy orzeł z trzema koronami, w prawej łapie trzyma miecz i berło, w lewej jabłko królewskie, na piersi tarcza herbowa ze Św. Jerzym na koniu powalającym smoka, wokół tarczy łańcuch z krzyżem Św. Andrzeja, na skrzydłach orła sześć tarcz z herbami – z lewej strony Kazania, Astrachania, Syberii, z prawej strony Królestwa Polskiego, Krymu i Wielkiego Księstwa Finlandii.

## Rewers
Na tej stronie w wieńcu znajduje się nominał „5", pod nią napis „КОПѢЕКЪ”, poniżej rok 1850, 1851, 1852, 1853 lub 1856, a pod nim znak mennicy w Warszawie – litery w cyrylicy В.М. (Варшавская Монета).

## Opis
Monetę bito w mennicy w Warszawie, w miedzi, na krążku o średnicy 35,8 mm, masie 25,6 grama, z rantem gładkim. Według sprawozdań mennicy w latach 1850–1853 oraz w roku 1856 w obieg wypuszczono 120 018 monet.
Stopień rzadkości poszczególnych roczników przedstawiono w tabeli:
| Rocznik              | Stopień rzadkości | Szacowana liczba egzemplarzy | Zdjęcie |
| -------------------- | ----------------- | ---------------------------- | ------- |
| 5 kopiejek 1850 B.M. | R5                | 26–120                       |         |
| 5 kopiejek 1851 B.M. | R3                | 601–3000                     |         |
| 5 kopiejek 1852 B.M. | R3                | 601–3000                     |         |
| 5 kopiejek 1853 B.M. | R3                | 601–3000                     |         |
| 5 kopiejek 1856 B.M. | R3                | 601–3000                     |         |

Ze względu na fakt, że okres bicia monety przypada na czas rządów dwóch carów, w numizmatyce rosyjskiej moneta, w zależności od wybitej daty, zaliczana jest do dwóch odrębnych kategorii:
- monet cara Mikołaja I (1850–1853) oraz
- monet cara Aleksandra II (1856).

Moneta o tym samym nominale i takich samych rysunkach rewersu i awersu, poza Warszawą, była bita jeszcze w dwóch mennicach:
| Nominał    | Lata            | Znak mennicy | Mennica       | Uwagi              |
| ---------- | --------------- | ------------ | ------------- | ------------------ |
| 5 kopiejek | 1849            | С.П.М.       | Petersburg    | jako moneta próbna |
| 5 kopiejek | 1849–1859       | Е.М.         | Jekaterynburg |                    |
| 5 kopiejek | 1850–1853, 1856 | B.M.         | Warszawa      |                    |